# Saint-Aubin-le-Dépeint
 Saint-Aubin-le-Dépeint  es una población y comuna francesa, situada en la región de  Centro, departamento de Indre y Loira, en el distrito de Tours y cantón de Neuvy-le-Roi.

## Demografía
| 426 | 428 | 403 | 376 | 351 | 329 | 343 |
| Para los censos de 1962 a 1999 la población legal corresponde a la población sin duplicidades (Fuente: INSEE [Consultar]) |     |     |     |     |     |     |